# ハワイの陰謀
『ハワイの陰謀』（Big Jim McLain）は、1952年のアメリカ合衆国の映画。下院非米活動委員会の捜査官が共産主義者を追い詰めるという内容の、反共産主義のプロパガンダ映画となっている。
主演のジョン・ウェインが西部開拓時代の法執行官（保安官）ではなく、現代の法執行官を演じた最初の映画である。
日本では劇場未公開だが、何度かテレビ放送された。

## キャスト
※括弧内は日本語吹替（初回放送1969年10月15日 東京12ch）
- ジム・マクレイン：ジョン・ウェイン（小林修）
- マル・バクスター：ジェームズ・アーネス（細井重之）
- ナンシー・ヴァロン：ナンシー・オルスン（渡辺知子）
- ストゥラック：アラン・ネイピア
- マッジ：ヴェダ・アン・ボルグ
- ロバート・ヘンリード：ハンス・コンリード
- ポーク：ハル・ベイラー（高塔正康）

## スタッフ
- 監督：エドワード・ラドウィッグ
- 製作：ロバート・M・フェローズ

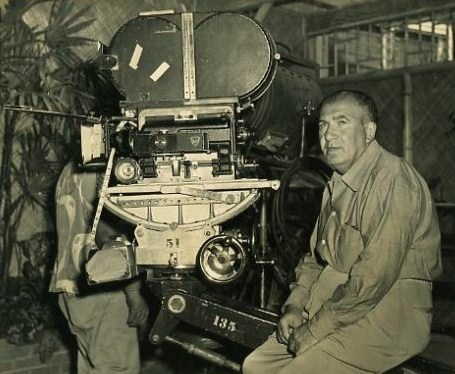
本作撮影当時のエドワード・ラドウィッグ

- 脚本：リチャード・イングリッシュ、ジェームズ・エドワード・グラント、エリック・テイラー
- 撮影：ルイス・クライド・ストウマン
- 音楽：エミール・ニューマン